# Isle of Mans viceguvernör
Isle of Mans viceguvernör (på engelska: Lieutenant Governor of the Isle of Man, på manx: Fo-chiannoort Vannin) är den personliga representanten för Lord of Mann, d.v.s. Storbritanniens monark, på önationen Isle of Man.
I dagens läge är viceguvernör en opolitisk post och dess innehavare använder exekutiv makt på Isle of Man. Ytterligare kan viceguvernör upplösa parlamentens underhus, House of Keys. Mandatperioden är officiellt efter monarkens gottfinnande men brukar vara fem år..
År 2017 var viceguvernörs lön 101 681 pund per år som är skattefri. Viceguvernörs officiella residens är Government House.. Vid behov är Isle of Mans toppdomare vikarie för viceguvernören.
I slutet av september 2021 började Sir John Lorimer på posten.